# Bettina Beer
Bettina Beer (* 14. November 1966 in Frankfurt am Main) ist eine deutsche Ethnologin sowie Kultur- und Sozialanthropologin. Sie ist Professorin für Ethnologie an der Universität Luzern.

## Leben
Beer studierte von 1986 bis 1992 Ethnologie, Volkskunde und Spanisch an der Universität Hamburg. Sie schrieb ihre Magisterarbeit über Ethnologische Arbeiten über interethnische Ehen in vorindustriellen Gesellschaften und forschte anschließend bis 1996 zu Heiratsmigration und interethnischen Ehen in der philippinischen Gemeinde in Hamburg. Von 1993 bis 1995 wurde sie dabei durch ein Stipendium der Doktorandenförderung der Universität Hamburg unterstützt. Sie war ab 1993 zu Feldaufenthalten auf den Philippinen, um dort zu „Heiratsmigration und interethnische Ehen“ (DAAD-gefördert) zu forschen.
2001 habilitierte sie sich an der Universität Hamburg in Ethnologie mit einer Arbeit zu Körperkonzepte, interethnische Beziehungen und Rassismustheorien. 2006 erhielt sie eine W-3-Professur für Ethnologie am Institut für Ethnologie an der Universität Heidelberg. 2008 wurde sie als Ordentliche Professorin für Ethnologie an das Seminar für Kultur- und Sozialanthropologie der Universität Luzern berufen. Von 2011 bis 2014 hatte sie den Leibniz-Chair am Leibniz-Zentrum für Marine Tropenökologie (ZMT Bremen) inne.
Beer forscht hauptsächlich zu Transkulturellen Beziehungen und Migration, Verwandtschaft und Politikethnologie, Ethnologie der Sinne, Psychologische Ethnologie (vor allem Kognitionsethnologie) und der Geschichte der Ethnologie. Mit dem Schwerpunkt Wampar, einer Kultur am Mittellauf des Markham River in der Morobe-Provinz des heutigen Papua-Neuguinea, führt sie Forschungen fort, die 1958 von ihrem 2019 verstorbenen Ehemann Hans Fischer an der Universität Hamburg begonnen wurden.

## Publikationen
- Deutsch-philippinische Ehen: interethnische Heiraten und Migration von Frauen, Reimer, Berlin 1996, ISBN 3-496-02601-4 (Dissertation Universität Hamburg 1996, 301 Seiten).
- Post von den Philippinen. Ethnologische Forschung durch Briefe, Lit, Hamburg 1998, ISBN 978-3-8258-3685-6.
- Joes Geschichten. Analysen philippinischer Erzählungen in ihrem kulturellen Kontext (= Kulturanalysen, Band 2), Reimer, Berlin 1999, ISBN 978-3-496-02673-0.
- Körperkonzepte, interethnische Beziehungen und Rassismustheorien: eine kulturvergleichende Untersuchung (= Kulturanalysen, Band 4). Reimer, Berlin 2002, ISBN 3-496-02735-5 (Habilitationsschrift Universität Hamburg 2002, 453 Seiten).
- (Hrsg.): Methoden und Techniken der Feldforschung, Reimer, Berlin 2003, ISBN 978-3-496-02754-6.
- Frauen in der deutschsprachigen Ethnologie. Ein Handbuch. Böhlau, Köln / Weimar / Wien 2007, ISBN 978-3-412-11206-6.
- mit Gabriele Alex und Bernhard Hadolt (Hrsg.): Wa(h)re Medizin: zur Authentizität und Kommodifizierung von Gesundheit und Heilung (= Curare 1978, Jahrgang 35(2012)3, ISSN 0344-8622). Herausgegeben von AGEM – Arbeitsgemeinschaft Ethnomedizin e. V. VWB – Verlag für Wissenschaft und Bildung, Berlin 2012, ISBN 978-3-86135-768-1.
- mit Stephan Claassen: The Wampar String Figure Repertoire in Comparative Perspective. Social Change and Interethnic Relations in Papua New Guinea, In: Bulletin for the International String Figure Association 21, ISFA Press, Pasadena (California) 2014, S. 15–141.
- mit Hans Fischer und Julia Pauli (Hrsg.): Ethnologie. Einführung in die Erforschung kultureller Vielfalt, Dietrich Reimer, Berlin 2017, ISBN 978-3-496-01559-8 (erweiterte und aktualisierte Neufassung).